# Comunicaciones en la Antártida

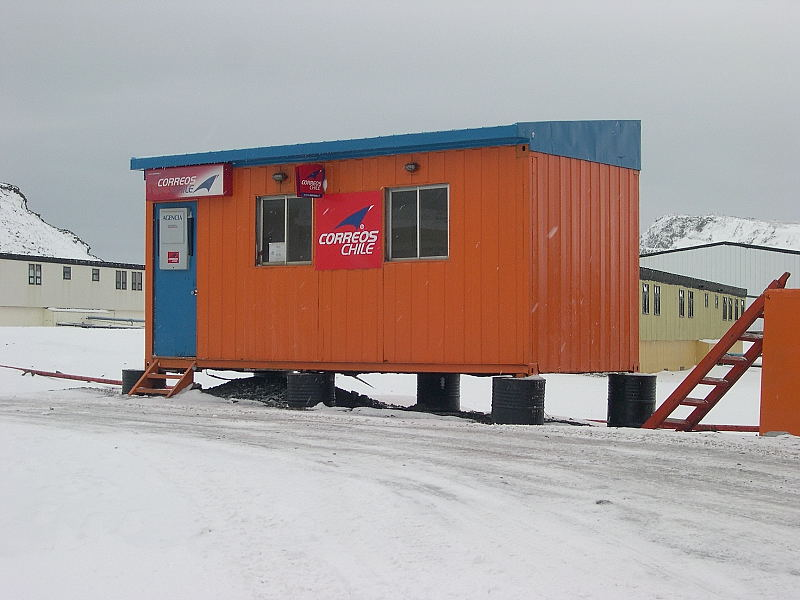
Oficina de Correos de Chile en Villa Las Estrellas.

Las primeras Comunicaciones en la Antártida modernas se remontan a principios del siglo XX, cuando el 25 de septiembre de 1912 durante la Expedición Antártica Australiana se produjo el primer contacto por radio entre la Antártida y otro continente. En un principio, las radios podían transmitir pero no recibir señales. En 1913, bajo esta misma expedición, se establecieron canales de comunicación bidireccionales.

## Telefonía
Las bases de Argentina poseen redes GSM suministradas por las compañías argentinas Claro y Movistar. El sistema en uso es Iridium.
La base chilena de Villa Las Estrellas existen enlace telefónicos vía satélite; además, para los habitantes del sector hay un teléfono público operado con monedas y tarjetas de prepago. Desde 2005 existe una antena de telefonía móvil perteneciente a la empresa chilena Entel PCS. Desde el 2022 a través de la misma y con un convenio a través de Space X (Starlink), se logra concretar la conectividad a través de la red 5G en Villa Las Estrellas.
Varias bases de varios países poseen servicio de telefonía vía satélite. También hay sistemas locales e internacionales mediante conexiones de discado directo.
Las bases Casey, Davis, Mawson y la Isla Macquarie, de Australia, la base Scott de Nueva Zelanda y la base McMurdo de Estados Unidos tienen conexiones telefónicas que permiten la marcación directa desde y hacia el mundo exterior.
La conexión a la base Scott y la cercana base estadounidense McMurdo utilizan el código telefónico neozelandés: +64.

## Televisión
Estados Unidos en su base McMurdo posee un sistema de televisión por cable, transmitiendo tres canales de la red del ejército de las fuerzas estadounidenses, la red de Australia y noticieros de Nueva Zelanda, totalizando seis señales. La red está administrada por American Forces Antarctic Network y maneja un canal local (AFAN-TV).
Villa Las Estrellas, sector civil de la Base Presidente Eduardo Frei Montalva de Chile, cuenta con una antena parabólica fija de 2,5 metros de diámetro (instalada e inaugurada en 1986), que le permite recibir en directo, desde Santiago de Chile, la señal de los principales canales de televisión chilenos, como Televisión Nacional de Chile y Canal 13, señales que también son captadas por todas las bases extranjeras cercanas a Villa Las Estrellas. Además existe un sistema de televisión por cable interno.
La Base Esperanza de Argentina posee una antena satelital para televisión, que permite ver canales de Buenos Aires.

## Internet
.aq es el dominio de nivel superior geográfico (ccTLD) para la Antártida.
Las bases argentinas tienen WiFi proporcionado por el proveedor de Internet argentino Speedy a través de un cable de fibra óptica en la meseta polar [cita requerida]. La Base Marambio tiene internet inalámbrico y dos servidores de teléfonos móviles. Tanto esta como la Base Esperanza tienen conexión 4G otorgada por Movistar.
El acceso a Internet de la Base Amundsen-Scott del Polo Sur es proporcionado por a través del TDRS-F1 de la NASA, el GOES y el satélite Iridium. Marisat F-2 proporcionaba comunicaciones de datos hasta que se retiró en 2008. Para la temporada 2007-2008, el relé TDRS (llamado Relay TDRSS Polo Sur o SPTR) se ha actualizado para apoyar a una tasa de retorno de datos de 50 Mbit/s, que comprende más 90% de la capacidad de datos del Polo Sur, que se utiliza principalmente para los datos científicos.
Los satélites Orbcomm pasan sobre la Antártida, permitiendo transmitir mensajes cortos desde y hacia unidades de transceptores para enviar por correo electrónico o XML a través de HTTP.
El satélite argentino ARSAT-1, lanzado en 2014, tiene cobertura sobre el sector norte de la península antártica, donde brinda un amplio rango de servicios de telecomunicaciones, entre los cuales se encuentra acceso a internet.

## Radios

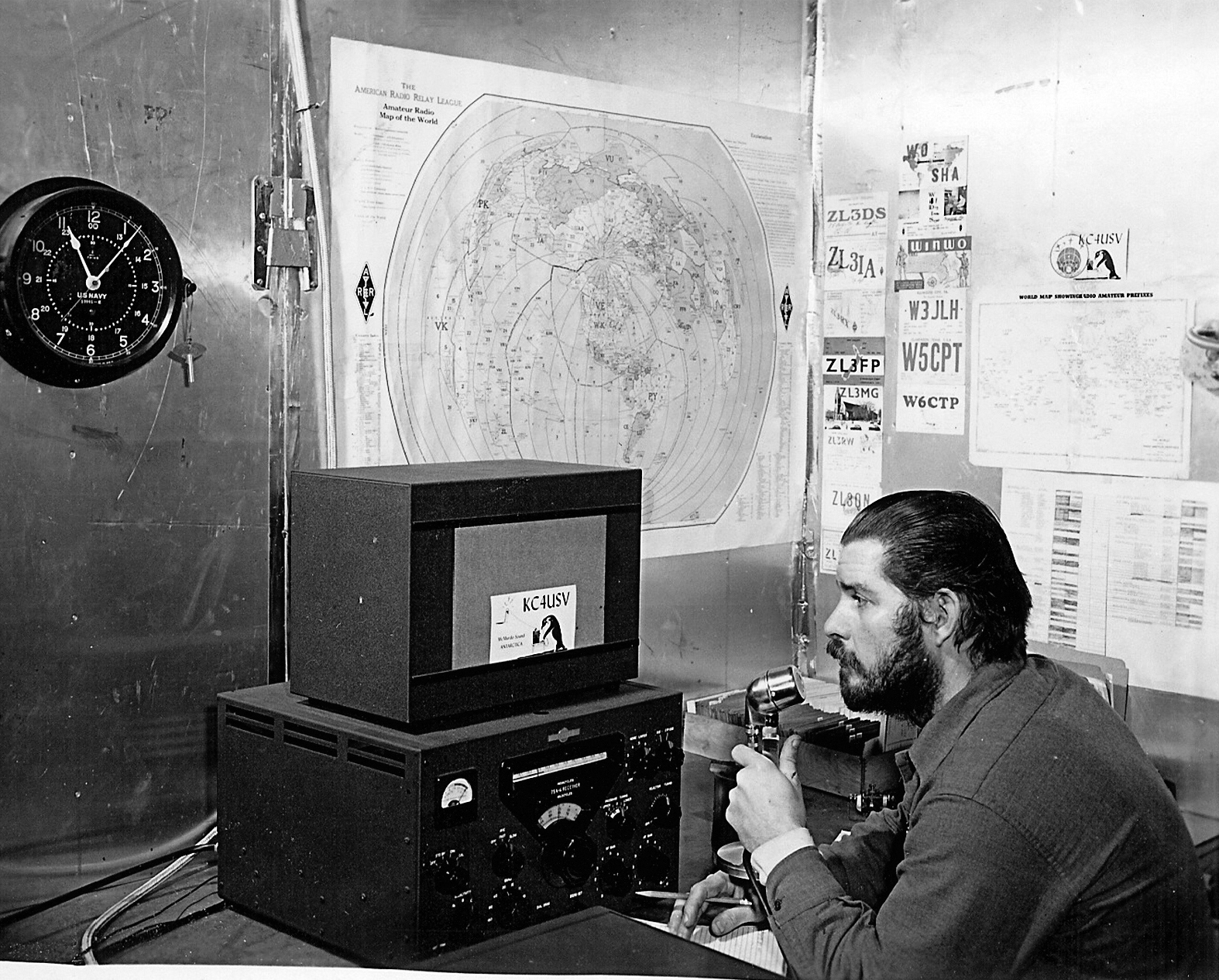
Un suboficial de la Armada de Estados Unidos utilizando un aparato de radioaficionado en la actual Base McMurdo durante el invierno de 1956.

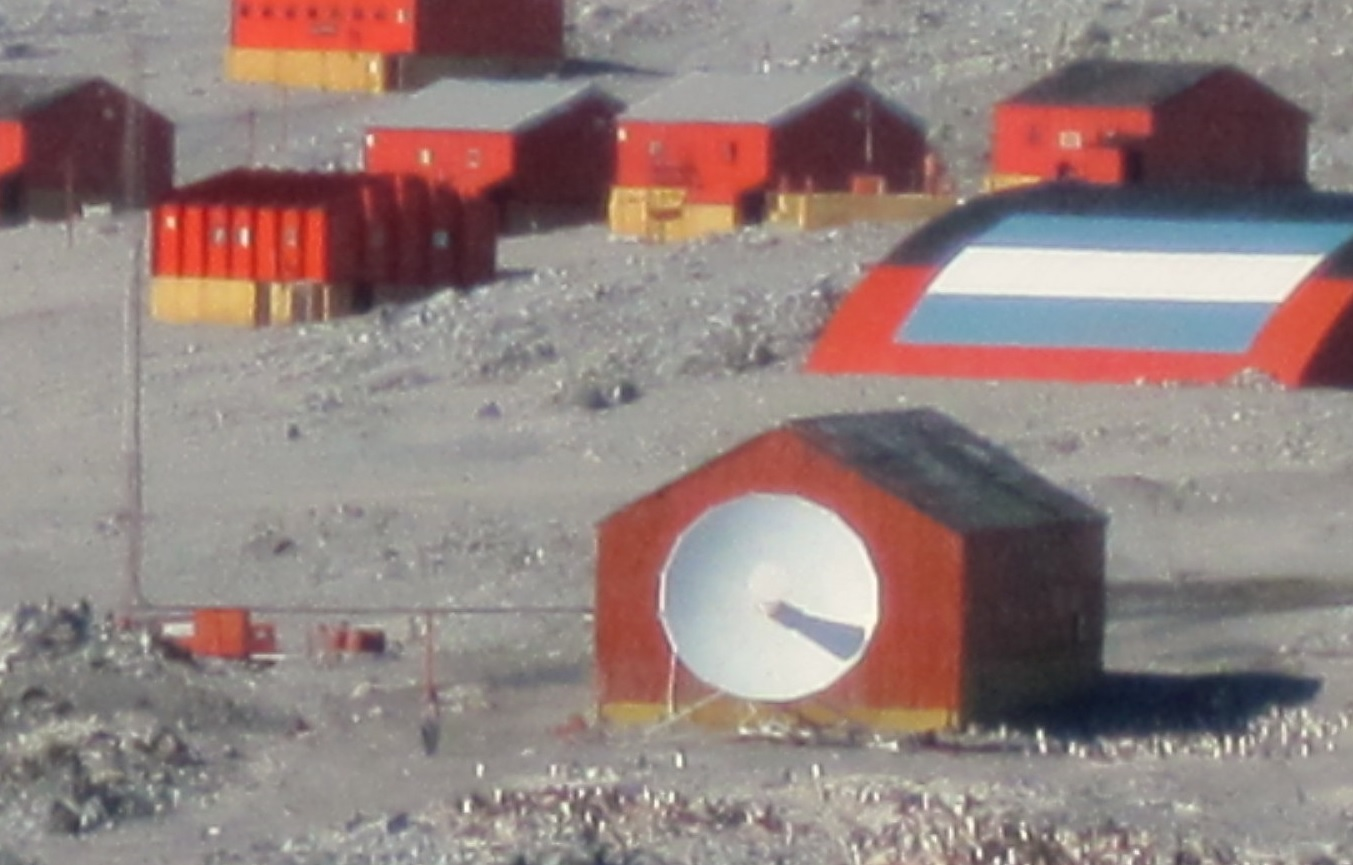
Instalaciones de LRA36 de la base argentina Esperanza.

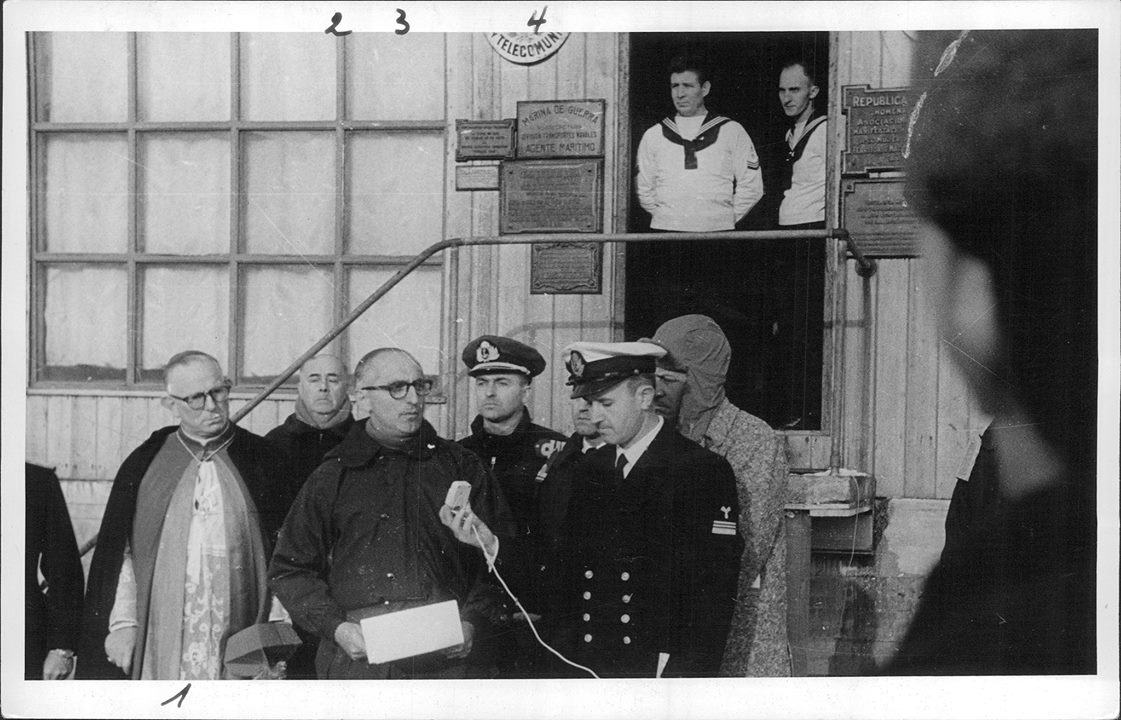
En la Base Decepción, el presidente argentino Arturo Frondizi brinda un discurso que es transmitido por radio.

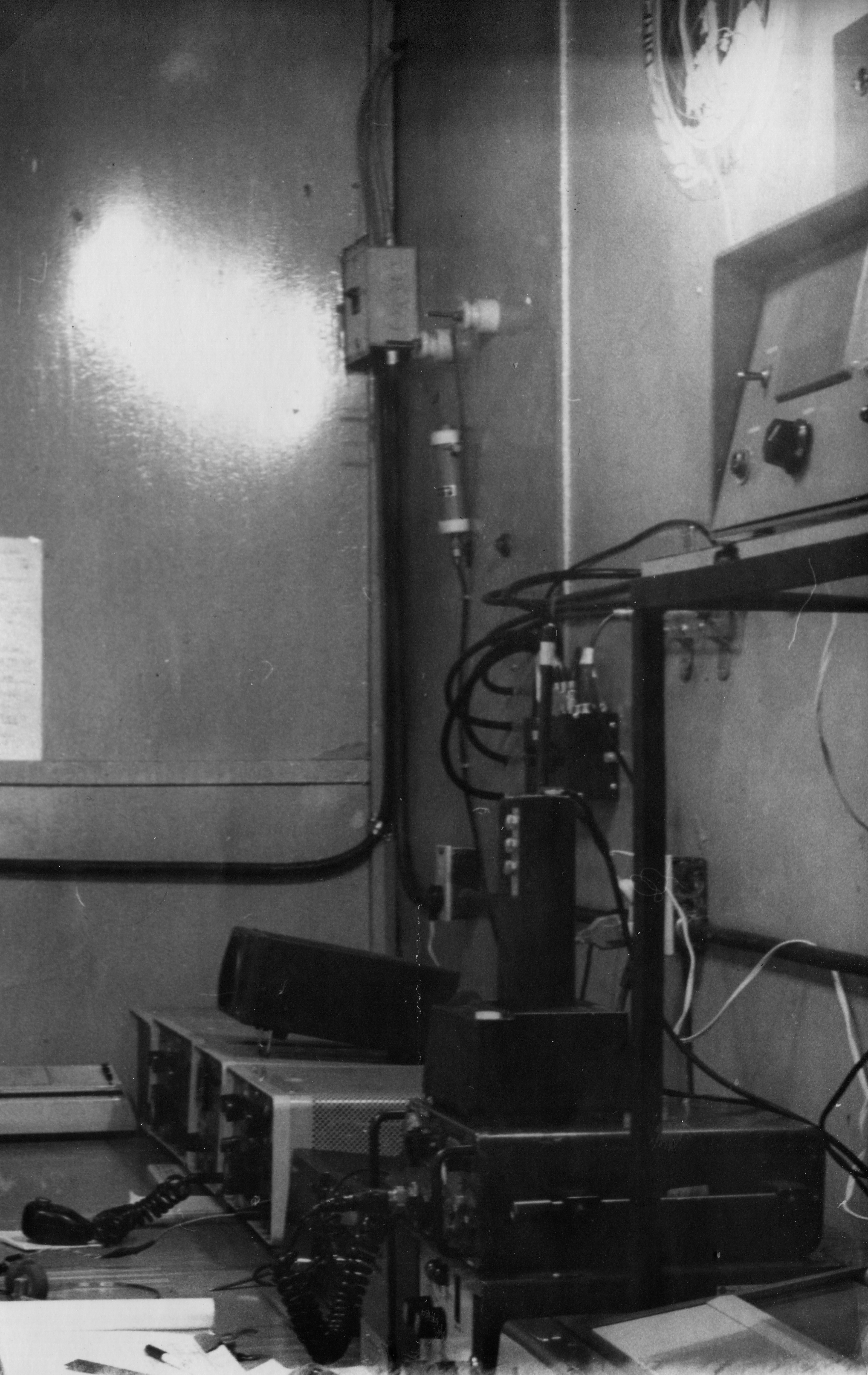
Equipo de radio de la base Jubany de Argentina en 1985.

### Radiodifusoras
- AFAN McMurdo, Base McMurdo (Estados Unidos) en 93.9 MHz con 30 W de potencia, 104.5 MHz con 50 W de potencia (Ice 104.5 FM) y 88.7 MHz.[8]
- LRA36 Radio Nacional Arcángel San Gabriel, Base Esperanza (Argentina) en 15476 kHz con 2 kW de potencia en onda corta y en 97.6 MHz (FM).[8]
- Radio Soberanía, Villa Las Estrellas (Chile) en 90.5 MHz con 100 W de potencia en FM.[8]

#### Otras radiodifusoras
- La principal base australiana en Wilkes ha emitido programas en vivo en FM bajo el nombre de Radio WILKES.[8]
- La base estadounidense del Polo Sur, Amundsen-Scott, posee una FM llamada KOLD que transmite en 87.5 MHz. En realidad, se trata de un reproductor de radiodifusión de 100 CD automatizado a través de un transmisor de FM de baja potencia.[8]
- La Radio Base Scott (de Nueva Zelanda) transmite en 97.0 MHz en FM, está manejada por voluntarios y sirve para el entretenimiento del personal de la estación. Es escuchada durante la conducción a lo largo de la carretera de hielo que une las bases de McMurdo y Scott.[8]
- La Base Artigas de Uruguay, opera la Radio Antarkos, una FM instalada en 2007. Antes de esta estación, ya se habían hecho intentos de trasmisión en FM. En el verano de 1992-1993, la base decidió tener una emisión local. Un piloto de helicóptero destacado en la base, inventó un programa, llamado «La skúa nocturna», donde emitía música y algo de conversación, empleando el equipo VHF de la central de radio. En 1994, se fabricó un precario transmisor de FM, emitiéndose programación para la base.[9]

### Radioaficionados
En varias bases de varios países radio aficionados utilizaron o utilizan sus equipos para proporcionar comunicaciones con todo el mundo especialmente en bandas HF, entablando comunicados con otros colegas, o con clubes. También han sido útiles en las comunicaciones de servicios públicos y de emergencia, cuando no existían otros medios más eficaces para ello. Las "activaciones" desde el continente se hacen principalmente mediante expediciones que concurren en la estación estival, como también en forma regular todo el año, por integrantes de las dotaciones permanentes que además son radioaficionados.

## Correo
La base Esperanza de Argentina y el asentamiento chileno de Villa Las Estrellas poseen oficinas de correo de sus respectivos países. El Código Postal Argentino para sus bases antárticas es 9411. Todas las bases argentinas han tenido o tienen matasellos propios.

## Prensa
The Antarctic Sun es un periódico semanal editado en la base estadounidense de McMurdo.